# 天主教格魯阿爾-麥克倫南總教區
天主教格魯阿爾-麥克倫南總教區（拉丁語：Archidioecesis Gruardensis-McLennanpolitana）是加拿大一個教省總教區，是該國十八個總教區之一。下轄兩個教區。
總教區位於艾伯塔西北部。2004年教友有47,899人、六十七個堂區、廿五名司鐸。現任總主教為傑拉德·佩蒂帕斯。
1862年4月8日設阿薩巴斯卡-馬更些代牧區。1967年7月13日升為總教區。